# Eucera
Eucera ist eine Gattung aus der Familie der Apidae innerhalb der Bienen. Auf Deutsch werden diese Bienen „Langhornbienen“ genannt, der deutsche Name gilt jedoch auch für verwandte Gattungen und entspricht der Tribus Eucerini. Die Gattung enthält etwa 390 Arten und ist in der Palaearktis, vor allem in den Steppengebieten von Europa und Asien verbreitet.

## Merkmale
Auffällig und namensgebend sind bei den Männchen die ungewöhnlich langen Fühler (griechisch eu = wohl, gut, kéras = Horn), außerdem haben sie meistens ein gelbes Kopfschild. Die Weibchen haben einen breiten Hinterleib, meist mit hellen Haarbinden. Die Schienenbürste an den Hinterbeinen, die zum Pollensammeln dient, besteht aus kräftigen hellen Haaren. Die einheimischen Tiere sind 8 bis 20 mm lang.

## Lebensweise

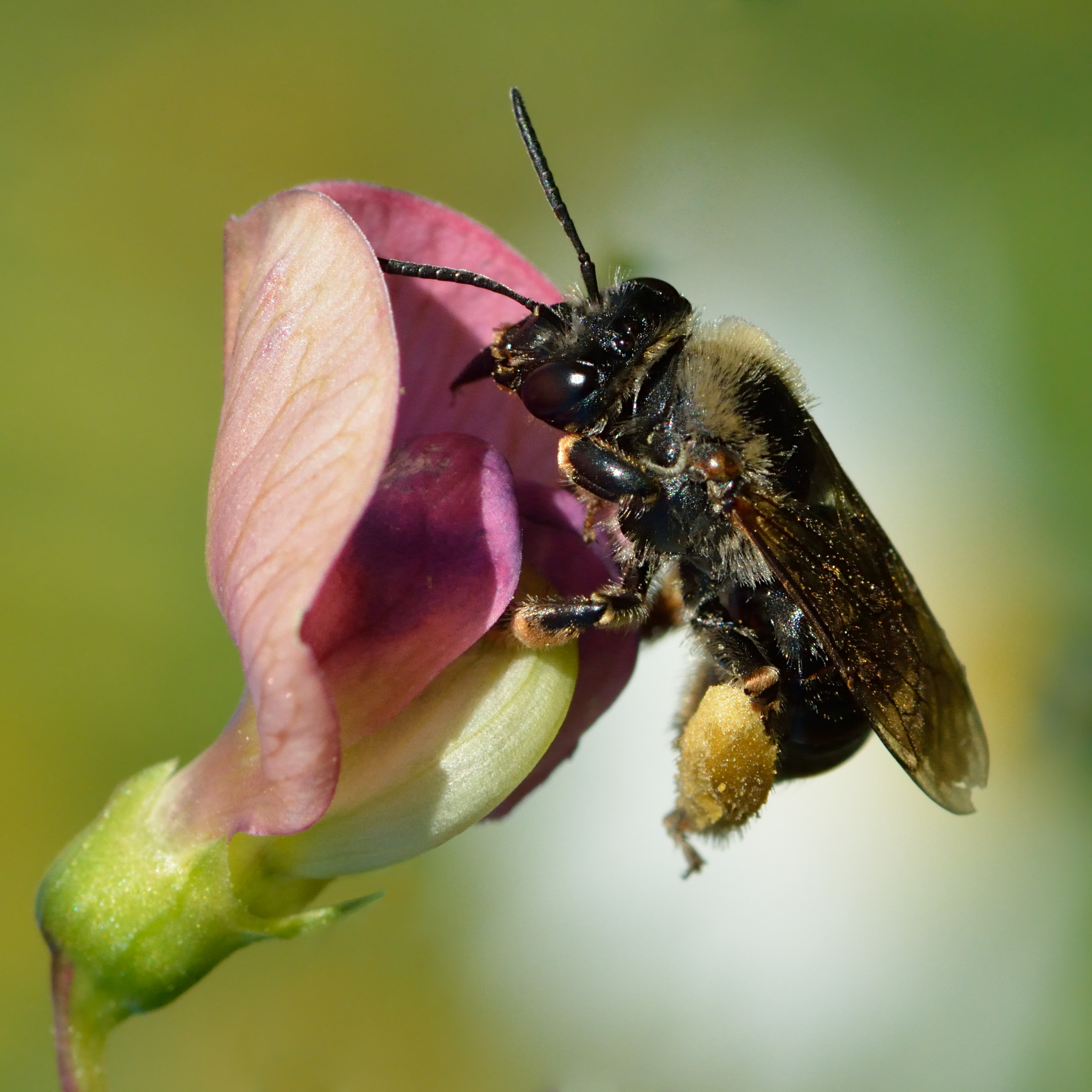
Eucera longicornis Weibchen an Platterbse, Lathyrus sylvestris

Langhornbienen haben nur eine Generation im Jahr, die Männchen schlüpfen meist zwei bis drei Wochen früher als die Weibchen, sind also proterandrisch. Sie halten sich teilweise bei den Nistplätzen auf, und haben manchmal typische Flugbahnen entlang ihrer Nektarquellen (z. B. bei E. nigrescens).  Die Weibchen der einheimischen Eucera-Arten sind meist auf Pollen von Schmetterlingsblütlern spezialisiert, sind also oligolektisch. Man findet sie häufig auf Wicken und Platterbsen.
Sie leben solitär und nisten in der Erde vor allem an wenig bewachsenen Stellen; manchmal sind die Nester in Kolonien. Die Männchen übernachten, teilweise gesellig, auf Blüten oder klammern sich an Pflanzen an. Auch bei ungünstiger Witterung sind sie so zu finden.
Im Mittelmeergebiet bestäuben die Männchen mancher Eucera-Bienen die Blüten von Orchideen der Gattung Ophrys. Diese imitieren im Aussehen und durch Geruch Bienenweibchen (Mimikry). Den dadurch angelockten Männchen wird beim Versuch einer Kopulation („Pseudokopulation“) ein Pollenpaket angeheftet, mit dem sie zur nächsten Blüte fliegen. So bestäubt z. B. Eucera longicornis die Hummelragwurz Ophrys holoserica.
Kuckucksbienen, die an einheimischen Eucera-Arten parasitieren, sind Nomada sexfasciata und N. nobilis, sowie die Filzbiene Triepeolus tristis und die Kegelbiene Coelioxys polycentris.

## Systematik
Die Gattung Eucera wurde kürzlich taxonomisch bearbeitet (sowohl morphologisch als auch mit DNA-Analyse). Die bisherige Gattung Tetralonia wird nun als Untergattung zu Eucera gestellt. Die vormalige Gattung Tetraloniella ist ein Synonym von Tetralonia. Die bisherige Gattung Cubitalia ist ein Synonym von Eucera (Untergattung Eucera). Die bisherigen Gattungen Notolonia und Ulugombakia sind zu Tetralonia synonym.
Untergattungen (ungefähre Anzahl der Arten in Klammern):
- Tetralonia (100)
- Xenoglossa (40)
- Xenoglossodes (40)
- Cemolobus (1)
- Xenoglossa (8)
- Peponapis (15)
- Syntrichalonia (2)
- Synhalonia (100) (wird teils als eigene Gattung betrachtet.[3])
- Eucera s. str. (130)

Eine weitere Analyse (die derzeit durchgeführt wird) wird voraussichtlich noch weitere taxonomische Änderungen notwendig machen, z. B. da die derzeitige Untergattung Xenoglossodes paraphyletisch ist.

## Einheimische Arten
In Österreich kommen 18 (Eucera incl. Tetralonia), und in der Schweiz acht Arten vor, in Deutschland acht Arten. Nach Scheuchl sind in Mitteleuropa aktuell 20 Arten von Eucera s. l. nachgewiesen. (Folgende Liste ist nicht vollständig.)
- Eucera alticincta Flohkraut-Langhornbiene (= Tetralonia alticincta) (D, A, CH)
- Eucera (Eucera) chrysopyga (= Eucera pollinosa) (A)
- Eucera cineraria (D, CH)
- Eucera dentata Flockenblumen-Langhornbiene (= Tetralonia dentata) (D, A, CH)
- Eucera interrupta Wicken-Langhornbiene (D, A, CH)
- Eucera longicornis Juni-Langhornbiene (D, A, CH)
- Eucera macroglossa Malven-Langhornbiene (= Tetralonia malvae) (D, A)
- Eucera nigrescens Mai-Langhornbiene (D, A, CH)
- Eucera pollinosa  (= Tetraloniella pollinosa auct. = Eucera (Tetraloniella) pollinosa) (A,?CH)
- Eucera salicariae (Tetralonia salicariae = Tetraloniella salicariae auct.) Blutweiderich-Langhornbiene (D, A, CH)
- Eucera interrupta (D, A, CH)
- Eucera fulvescens (= Tetraloniella fulvescens) (A, CH)
- Eucera inulae (= Tetralonia inulae) (A, CH)
- Eucera hungarica (= Tetralonia hungarica auct. = Synhalonia hungarica) (A, CH)
- Eucera punctulata (A[11][3])
- Eucera parvicornis (= Cubitalia parvicornis) (?A[3])